# 가덕중학교
가덕중학교(加德中學校)는 대한민국 충청북도 청주시 가덕면 병암리에 있는 공립 중학교이다.

## 학교 연혁
- 1970년 3월 1일 : 가덕중 초대 염예철 교장 부임
- 1970년 3월 19일 : 가덕중학교 개교
- 1973년 1월 26일 : 가덕중 제1회 졸업(졸업생 94명)
- 2022년 1월 10일 : 가덕초 제98회 졸업(졸업생 총 6,179명)
- 2022년 2월 10일 : 가덕중 제50회 졸업(졸업생 총 4,935명)
- 2022년 3월 1일 : 가덕초·중학교 개교
- 2022년 3월 1일 : 가덕초·중 초대 박종원 교장 부임
- 2023년 1월 5일 : 제1회 가덕초등학교 졸업식 5명 (제99회 총 6,184명)
- 2023년 1월 5일 : 제1회 가덕중학교 졸업식 9명 (제51회 총 4,944명)
- 2023년 3월 1일 : 제2대 이범모 교장 부임
- 2023년 3월 2일 : 제2회 가덕초·중학교 입학식 (초등 6명)
- 2023년 3월 2일 : 제2회 가덕초·중학교 입학식 (중등 13명)

## 참고 자료
- 가덕중학교 - 한국교육학술정보원 학교알리미